# Роман в Гаване
«Роман в Гаване» (англ. Affair in Havana) — фильм нуар режиссёра Ласло Бенедека, который вышел на экраны в 1957 году.
Фильм рассказывает об американском пианисте Нике Дугласе (Джон Кассаветис), у которого в Гаване начинается роман с Лорной (Сара Шейн), женой богатого, прикованного к инвалидной коляске, крупного плантатора Мэла Мэллаби (Рэймонд Бёрр). Узнав об этом, Мэллаби приглашает Ника в своё поместье, где начинает с ним и с Лорной смертельную игру мести.
Несмотря на интересные натурные съёмки в дореволюционной Кубе и присутствие таких звёзд, как Рэймонд Бёрр и Джон Кассаветис, фильм не привлёк особого внимания критики.

## Сюжет
В аэропорту Гаваны молодая привлекательная Лорна (Сара Шейн) встречает своего мужа, известного предпринимателя Мэла Мэллаби (Рэймонд Бёрр). Мэл возвращается из США, где в Балтиморе проходил месячное обследование по поводу травмы, в результате которой его ноги парализовало, и теперь он передвигается в инвалидной коляске. Лорна бесстрастно целует мужа, после чего Мэл предлагает провести вечер в Гаване, а на следующий день отправиться в имение, где они проживают постоянно. В одном из популярных ресторанов, куда приходят Мел и Лорна, выступает молодой американский пианист Ник Дуглас (Джон Кассаветис). После выступления Ника Мел приглашает его к своему столу, разговаривает с ним о кубинской музыке, а затем приглашает его на фиесту, которая пройдёт в его усадьбе в ближайшее время. На следующий день Мел вместе с Лорной возвращается в своё шикарное поместье, где их встречают слуги — Вальдес (Серджио Пена) и его жена Финна (Лилия Лазо). Мел и Лорна отправляются каждый в свою комнату. Вечером из разговора между ними выясняется, что Лорна стала причиной несчастного случая, в результате которого Мел стал инвалидом, и, как она считает, он её за это ненавидит. Лорна просит Мела дать ей развод, иначе они уничтожат друг друга. Мел соглашается при условии, что она откажется от всех претензий на его имущество. Когда Лорна отвечает, что хочет получить то, что ей положено, Мел заявляет, что единственный способ всё получить — это дождаться, когда он умрёт. Утром Лорна купается и загорает на пляже, где к ней подходит влюблённый в неё Вальдес. Он показывает Лорне, что построил специально для неё пляжный домик. Чуть позднее, когда Лорна продолжает загорать на пляже, Вальдес жестоко избивает случайного рыбака, который заговаривает с его хозяйкой. Отпустив рыбака, Вальдес говорит Лорне, что ради неё он готов убить человека, и это ей слышать приятно.
На следующий день в городок на автобусе приезжает Ник. Тем же автобусом приезжает мужчина, который следит за Ником. Ника на автомобиле привозят в поместье, где Мэл лично встречает его показывая свой огромный, богатый дом. Мел рассказывает, что женат на Лорне уже пять лет, а живёт в этом доме уже 15 лет, и собрал в нём всё, что ему дорого. Появляется Лорна, и сразу вслед за этим дворецкий сообщает Мелу, что к нему приехал некто Риверо (Хосе Антонио Риверо), который ожидает его в кабинете. Мел уходит, после чего Лорна провожает Ника в его комнату, где они страстно обнимаются. Ник упрекает Лорну в том, что она скрыла от него, что её муж — инвалид, потому что для Ника это важно. На вопрос Ника, почему она до сих пор не рассказала Мэлу об их отношениях, Лорна заявляет, что боится мужа, и предлагает ничего не менять. Однако Ник говорит, что не может просто так прятаться и продолжать роман, зная, что рядом находится её муж-инвалид, и настаивает на том, чтобы всё ему рассказать. Лорна говорит Нику, что прошло три года с момента несчастного случая с Мэлом, и за это время у неё не было ни одного мужчины, и поэтому Ник ей очень нужен. Они обнимаются и целуются, договариваясь увидеться за ужином. Тем временем в кабинете Мэла выясняется, что Риверо — это частный детектив, которого Мэл нанял, чтобы тот в его отсутствие проследил за Лорной. Риверо передаёт Мэлу письменный отчёт, фотографии, а также показывает кинофильм, из которого следует, что в период его пребывания в Балтиморе у Лорны был с Ником роман. Риверо показывает снятый им фильм, где Лорна и Ник в разные дни встречаются в парке, гуляют по городу, сидят в баре и едут, обнявшись, в автомобиле. Разозлённый Мэл выгоняет Риверо. Вечером в гостиной Мэл, Лорна и Ник слушают магнитофонные записи кубинской народной музыки. Затем Мэл вопреки желанию Лорны и Ника уговаривает их отправиться завтра утром на морскую рыбалку. Позднее Мэл уходит в свой кабинет, где кладёт киноплёнку в конверт, на котором делает надпись: «В случае моей смерти от неестественных причин — передать полиции». Лорна из своей комнаты видит, как Ник в одиночестве прогуливается вдоль берега. Она выбегает к Нику, уверенно заявляя, что Мэл знает об их романе, и Ник соглашается с ней. Они заходят в купальный домик, который построил Вальдес, где обнимаются и целуются.
Утром Мэл, Лорна и Ник выходят в море на катере, которым управляет Мэл. Он рассказывает, что во время предыдущей подобной поездки он и жена чуть не погибли. Тогда за рулём была Лорна, которая была не то разозлена, не то пьяна. После этого Мэл направляет катер на полном ходу на торчащую из воды скалу, и лишь в последний момент Нику удаётся вывернуть руль. По возвращении в дом Мэл сразу же уходит в свою комнату. Ник заявляет Лорне, что Мэл обезумел и предлагает им вместе уехать как можно скорее. Даже несмотря на слова Ника, что Мэл может убить её, Лорна не хочет уезжать, заявляя, что не может его бросить. Тогда Ник направляется в кабинет Мэлу, где сообщает, что ему очень жаль, но они с Лорной решили уехать. После этих слов Мэл выезжает в центр гостиной и криком зовёт Лорну. Когда она спускается по лестнице, Мэл просит её подтвердить, что он предложил ей развод, но она отказалась. Мэл объясняет, что Лорна не хочет разводиться, потому что в таком случае потеряет его деньги. После этого, обращаясь к Лорне, он говорит, что если она останется с ним, то получит примерно 20 миллионов долларов. При этом, как утверждает Мэл, врачи в Балтиморе пришли к заключению, что ему осталось жить от силы три месяца. В доказательство своих слов Мэл размахивает рентгеновскими снимками и медицинским заключением. Далее он заявляет Лорне, что если она уедет сейчас, то он организует развод на своих условиях, которые будет невозможно оспорить. Если же она останется, то очень скоро станет самой богатой женщиной на острове. После таких слов Лорна говорит Нику, что любит его, но останется с Мэлом. Разочарованный Ник удаляется.
Тем же вечером в городке начинается фиеста. Ник забрасывает свой чемодан в автобус, который однако уйдёт только утром после окончания праздника. Затем он отправляется смотреть на выступление местных артистов. Тем временем Мэл выезжает во двор своего дома и останавливается у бассейна. Пока он смотрит на воду, появляется Лорна, которой Мэл даёт понять, что обманул её на счёт своей скорой смерти, так как просто хотел унизить её в глазах Ника. В сердцах Лорна кричит, что ненавидит Мэла и хочет, чтобы он умер как можно быстрее. Её слова слышит проходящий мимо Вальдес, который в эмоциональном порыве сталкивает коляску с Мэлом в бассейн, а затем топит его в воде. Лорна убегает и направляется к месту проведения фиесты. Там она находит Ника и обнимает его со словами, что хочет быть только с ним. Вскоре на празднике появляются полицейские, которые в связи с происшествием просят Лорну срочно вернуться домой. Пока копы осматривают место смерти Мэла, капитан Родригес (Мигель Анхель Бланко) в разговоре с Лорной и Ником выдвигает версию, что это было убийство, так как на теле Мэла обнаружены следы борьбы. Вскоре полиция обнаруживает и просматривает киноплёнку, которую снял детектив Риверо, после чего капитан Родригес заявляет, что у Лорны и Ника были мотив и возможность совершить убийство. Ник и Лорна утверждают, что в момент убийства они были на фиесте, а на вопрос капитана, кого она оставила с мужем, Лорна заявляет, что последним с ним оставался слуга Вальдес. Полиция задерживает Вальдеса у него дома, после чего вместе с женой Финой препровождает их в хозяйский дом. Там на допросе в присутствии Лорны и Ника Вальдес сознаётся в убийстве Мэла. Фина заявляет полиции, что это Лорна подстрекала её мужа к убийству Мэла, так как хотела его смерти. Однако Вальдес отвечает, что Лорна не имеет к этому делу никакого отношения, и он совершил убийство по личным мотивам. Капитан Родригес отпускает всех, задерживая только Вальдеса. Ник уходит, заподозрив Лорну в причастности к убийству. На улице Лорна ищет Ника. Её замечает Фина, которая выхватывает у одного из участников фиесты нож, догоняет Лорну и убивает её на глазах у Ника. Некоторое время спустя Ник возвращается в свой гаванский клуб, где продолжает работать пианистом.

## В ролях
- Джон Кассаветис — Ник
- Рэймонд Бёрр — Мэллаби
- Сара Шейн — Лорна
- Лилия Лазо — Фина
- Серджио Пена — Вальдес
- Селия Круз — певица
- Хозе Антонио Риверо — Риверо
- Мигель Анхель Бланко — капитан полиции

## Создатели фильма и исполнители главных ролей
Режиссёр Ласло Бенедек родился в Венгрии и начал свою кинокарьеру как оператор в 1927 году в Германии. С приходом к власти нацистов Бенедек перебрался сначала в Австрию, затем в Великобританию и, наконец, в 1937 году — в США, где в 1948 году дебютировал как режиссёр. Среди наиболее успешных его фильмов — «Порт Нью-Йорка» (1949), «Смерть коммивояжёра» (1951) и «Дикарь» (1953). В 1958—1961 годах Бенедек поставил девять эпизодов судебного телесериала «Перри Мейсон» с Рэймондом Бёрром в главной роли.
Рэймонд Бёрр до того, как стать звездой сериала «Перри Мейсон» в 1957—1966 годах, сделал себе имя в жанре фильм нуар благодаря участию в таких фильмах, как «Отчаянный» (1947), «Грязная сделка» (1948), «Западня» (1948), «Красный свет» (1949), «Синяя гардения» (1953), «Пожалуйста, убей меня» (1956) и многим другим.
Джон Кассаветис, который начал актёрскую карьеру в 1951 году, сыграл главные роли в таких успешных фильмах, как «Ночью правит террор» (1955), «Убийцы» (1964) и «Ребёнок Розмари» (1968), а в 1968 году он был номинирован на «Оскар» за роль второго плана в военном экшне «Грязная дюжина» (1967). Впоследствии Кассаветис сделал успешную карьеру как независимый кинорежиссёр, удостоившись в 1969 году номинации на «Оскар» за лучший сценарий своего фильма «Лица» (1968), а в 1975 году получив номинацию на «Оскар» как режиссёр фильма «Женщина под влиянием» (1974).

## История создания фильма
Рабочими названиями фильма были «Хинное дерево» (англ.  The Fever Tree) и «Улицы Гаваны» (англ.  Streets of Havana).
Хотя в титрах фильма Джанет Грин указана как автор оригинальной истории, на самом деле в основу сценария был положен её роман «Страстный пленник» (англ.  The Passionate Prisoner).
В Variety от 10 октября 1956 года сообщалось, что съёмки фильма «Хинное дерево» в Гаване завершены, и это был первый из нескольких фильмов, которые компания Dudley Corp. надеялась произвести там благодаря договорённости с местным Банком сельскохозяйственного и промышленного развития (BANFAIC). Фильм был полностью произведён в курортном городе Варадеро, а также в Гаване и её окрестностях, в том числе, в международном аэропорте Хосе Марти, гостинице «Амбос Мундос» и на Кафедральной площади Гаваны. Как отметила современный киновед Сандра Бреннан, «фильм снимался в пышной Гаване того времени, когда Кастро ещё не пришёл к власти».
Майкл Кини рекомендует «поклонникам сальсы обратить внимание на королеву латинской музыки Селию Круз, сыгравшую роль певицы на ежегодной фиесте у Бёрра».
По информации Американского института киноискусства, разные версии фильма имели продолжительность 71, 77 и 80 минут.

## Оценка фильма критикой
Современный критик Спенсер Селби обратил внимание на эту картину, написав, что она рассказывает об «американском пианисте на Кубе, который оказывается втянутым в смертельный любовный треугольник», а Сандра Бреннан назвала её «напряжённой криминальной драмой».
Леонард Молтин посчитал, что это «неинтересная история о композиторе, влюблённом в жену инвалида», обратив при этом внимание на натурные съёмки на Кубе. Майкл Кини в свою очередь написал, что «эту скучную мелодраму делает сносной лишь присутствие нуаровой иконы Бёрра (позднее Бёрр сыграет прикованного к инвалидной коляске теледетектива Айронсайда в одноимённом телесериале 1967—1975 годов)».